# Госпожа Асеро
„Госпожа Асеро“ (на испански: Señora Acero) е испаноезична теленовела на американската компания „Телемундо“ съвместно с компания Аргос. Продукцията се излъчва от 23 септември 2014 г., като заменя втория сезон на теленовелата „Господарят на небесата“ по канал Телемундо. В главните роли са Бланка Сото, Андрес Паласиос, Ребека Джоунс и Литци.

## Сюжет
Внимание:  Текстът по-долу разкрива сюжета на произведението (или части от него)!
Теленовелата разказва за Сара Агилар Бермудес – харизматична жена с невероятна красота и интелигентност. Животът ѝ винаги е бил щастлив до деня в който решава да се омъжи за мъжът на живота си – Висенте Асеро, от когото има син Салвадор. В този важен за нея ден, група въоръжени мъже убиват любимия ѝ. От този момент тя осъзнава какъв всъщност е той. И когато всичко, което Висенте притежава е иззето от Федералното правителство, а враговете му тръгват по следите на Сара, за да търсят парите, които той дължи, тя трябва да избяга и да започне живота си на чисто заедно със сина си и без никакви пари. Сара се превръща в студена жена и се заклева да си отмъсти на всеки, който в миналото ѝ е причинил зло. Тя обаче не подозира, че отмъщението ѝ ще стигне до там, че дори и президентът на Мексико ще обяви цена за главата ѝ.

## Актьори

### Главен състав
- Бланка Сото – Сара Агилар Бермудес/Сара Асеро
- Андрес Паласиос – Елиодоро Флорес Тарсо
- Литци – Арасели Панигуа
- Ребека Джоунс – Енрикета Сабидо
- Артуро Барба – Хунио Асеро

### Поддържащ състав
- Росана Сан Хуан – Мариана Асеро
- Дамиан Алкасар – Висенте Асеро
- Вивиана Серна – Лупита
- Марко Перес – Фелипе Мурийо
- Андрес Сунига – Орландо Карабиас
- Хорхе Сарате – Амаро Родригес, Индианеца
- Андрес Суно – Плутарко
- Арап Бетке – Габриел Крус
- Рафаел Амая – Аурелио Кастияс „Господарят на небесата“
- Пилар Икскик Мата – Карлота Бермудес де Агилар
- Аура Хил – Хосефина Агилар де Мурийо
- Лусиана Силвейра – Берта Агилар де Вияраигоса

## Епизоди
| Сезон | Сезон | Епизоди | Оригинално излъчване | Оригинално излъчване |
| Сезон | Сезон | Епизоди | Премиера             | Финал                |
| ----- | ----- | ------- | -------------------- | -------------------- |
|       | 1     | 73      | 23 септември 2014    | 12 януари 2015       |
|       | 2     | 75      | 22 септември 2015    | 11 януари 2016       |
|       | 3     | 93      | 19 юли 2016          | 5 декември 2016      |
|       | 4     | 77      | 6 ноември 2017       | 20 февруари 2018     |
|       | 5     | 69      | 15 октомври 2018     | 29 януари 2019       |